# Мундри, Вальтер
Вальтер Мундри (нем. Walter Mundry; 1868 — 1939) — немецкий дирижёр и скрипач.
В 1886—1890 гг. концертмейстер в военном оркестре 80-го полка, расквартированного в Висбадене. Затем в 1890—1896 гг. первая скрипка в висбаденском курортном оркестре, в 1896—1899 гг. в оркестре Государственного театра Гессена.
В 1899—1904 гг. возглавлял так называемый Горный музыкальный корпус (нем. Clausthaler Bergmusikkorps) — оркестр в Клаустале, традиционно действовавший под патронатом местного горнодобывающего управления. Под руководством Мундри оркестр достиг вершины своего развития, давая симфонические концерты с приглашёнными солистами.
В 1904—1912 гг. музикдиректор Гёттингена, возглавлял городской оркестр. В 1906 году провёл в Гёттингене фестиваль музыки Макса Регера с участием композитора, в ходе которого выступил и как скрипач (исполнив в дуэте с самим Регером его Сюиту в старинном стиле для скрипки и фортепиано Op. 93).
С 1912 года работал в Бреслау как один из дирижёров Силезского земельного оркестра (нем. Schlesisches Landesorchester).